# Urugwaj na Letnich Igrzyskach Olimpijskich 1984
Urugwaj na Letnich Igrzyskach Olimpijskich 1984 reprezentowało 18 zawodników: 17 mężczyzn i 1 kobieta. Był to 13. start reprezentacji Urugwaju na letnich igrzyskach olimpijskich.

## Skład kadry

### Boks
Mężczyźni
- Evaristo Mazzón – waga lekkopółśrednia - 33. miejsce

### Kolarstwo
Mężczyźni
- Carlos García

Wyścig na dochodzenie, 4000 m - 16. miejsce
Wyścig na punkty - odpadł w eliminacjach

### Koszykówka
Mężczyźni
- Víctor Frattini, Luis Larrosa, Horacio López, Juan Mignone, Hébert Núñez, Carlos Peinado, Horacio Perdomo, Julio Pereyra, Luis Pierri, Wilfredo Ruiz, Alvaro Tito – 6. miejsce

### Pływanie
- Carlos Scanavino

200 metrów st. dowolnym - 13. miejsce
400 metrów st. dowolnym - 17. miejsce
1500 metrów st. dowolnym - 10. miejsce
100 metrów st. motylkowym - 32. miejsce
Kobiety
- Rosa María Silva

100 metrów st. klasycznym - 26. miejsce
200 metrów st. klasycznym - 21. miejsce

### Żeglarstwo
- Alejandro Ferreiro, Bernd Knuppel, Enrique Dupont – klasa Soling - 16. miejsce